# James Bilbray
James Hubert Bilbray, född 19 maj 1938 i Las Vegas i Nevada, död 19 september 2021, var en amerikansk politiker (demokrat). Han var ledamot av USA:s representanthus 1987–1995.
Bilbray efterträdde 1987 Harry Reid som kongressledamot och efterträddes 1995 av John Ensign.